# مروان لحود
مروان لحّود (بالفرنسية: Marwan Lahoud)‏ (6 مارس 1966 -) هو مهندس في التسلح لبناني-فرنسي يشغل منصب مدير عام مفوّض للإستراتيجية والتسويق بإي إيه دي إس.

## النشأة والدراسة
ولد مروان لحود في لبنان لفيكتور لحود ونوال الخوري وهاجر إلى فرنسا في 1982 حيث حصل على منحة جامعية من مؤسسة الحريري.

## وصلات خارجية
- مروان لحود اللبناني الفرنسي ومسيرة طويلة بين الطائرات والأسلحة ووزارة الدفاع الفرنسية النشرة الاقتصادية، 27 مارس 2014